# Yevgeni Aleksandrovich Chabanov
Yevgeni Aleksandrovich Chabanov (tiếng Nga: Евгений Александрович Чабанов; sinh ngày 8 tháng 8 năm 1997) là một cầu thủ bóng đá người Nga. Anh thi đấu cho F.K. Rotor Volgograd.

## Sự nghiệp câu lạc bộ
Anh có màn ra mắt tại Giải bóng đá chuyên nghiệp quốc gia Nga cho F.K. Rotor Volgograd vào ngày 28 tháng 7 năm 2016 trong trận đấu với F.K. Mashuk-KMV Pyatigorsk.